# Configuració de vèrtex
| Icosidodecàedre | Figura de vèrtex representada com a 3.5.3.5 o (3.5)² |

En geometria, una configuració de vèrtex és una notació abreujada per representar la figura de vèrtex d'un polítop o tessel·lació com la seqüència de cares al voltant d'un vèrtex. Per a políedres uniformes només hi ha un tipus de vèrtex i, per tant, la configuració de vèrtex defineix completament el políedre (els políedres quirals existeixen per parelles amb reflexió de mirall amb la mateixa configuració de vèrtex).
La configuració de vèrtex es dona com una seqüència de nombres que representen el nombre de costats de les cares que es troben al voltant del vèrtex. La notació «a.b.c» descriu un vèrtex que té 3 cares al seu voltant, cares amb a, b i c costats. Per exemple, «3.5.3.5» indica un vèrtex que pertany a 4 cares, alternant triangles i pentàgons. Aquesta configuració de vèrtex defineix l'icosidodecàedre vèrtex-transitiu. La notació és cíclica i, per tant, és equivalent independentment del punt d'inici; ergo, 3.5.3.5 és el mateix que 5.3.5.3. L'ordre és important: 3.3.5.5 és diferent de 3.5.3.5 (el primer té dos triangles seguits de dos pentàgons). Els elements repetits els poden agrupar amb exponents: l'exemple anterior també es pot representar com a (3.5)².
La configuració de vèrtex també s'ha anomenat descripció de vèrtex, tipus de vèrtex, símbol de vèrtex, arranjament de vèrtex, patró de vèrtex i vector-cara. També s'anomena símbol de Cundy i Rollett pel seu ús pels sòlids arquimedians en el seu llibre de 1952 Mathematical Models.